# Melville Highlands
Melville Highlands är en platå i Antarktis. Den ligger i Sydorkneyöarna. Argentina och Storbritannien gör anspråk på området. Melville Highlands ligger på ön Laurie.